# Кінг-Едвард-Пойнт
Кінг-Едвард-Пойнт (також КЕП) — адміністративний центр британської заморської території Південна Джорджія і Південні Сандвічеві Острови. Найпівденніший адміністративний центр у світі, але без постійного населення. Пристані на північно-східному узбережжі острова Південна Джорджія. Розташований в затоці Камберленд-Іст-Бей. Іноді плутають з Грютвікеном.